# Zlatko Hasanbegović
Zlatko Hasanbegović, hrvaški politik in zgodovinar bošnjaškega rodu * 14. junij 1973 Zagreb, SR Hrvaška, SFRJ.
Član hrvaškega parlamenta je od leta 2016. Od 22. januarja do 19. oktobra 2016 je bil minister za kulturo v kabinetu Tihomirja Oreškovića. Hasanbegović je tudi poslanec zagrebške skupščine in eden od ustanoviteljev stranke Neodvisni za Hrvaško.
Kot zgodovinar so Hasanbegovićevi interesi odnosi med sodobnimi hrvaškimi ideologijami, zlasti pravaštvom (hrvaško nacionalistično ideologijo) in odnosi do islama na Hrvaškem ter v Bosni in Hercegovini v 19. in 20. stoletju. Raziskuje muslimanske elemente hrvaške meščanske kulture do leta 1945 ter odnose političnih strank ter verske in nacionalne odnose v Bosni in Hercegovini od avstro-ogrske okupacije do komunističnega prevzema oblasti. Bil je sodelavec Inštituta za humanistične študije Ive Pilar.
Od leta 2019 je predsednik politične stranke Blok za Hrvaško.